# Рюле фон Лілієнштерн
Рюле фон Лілієнштерн (нім. Rühle von Lilienstern) — знатний німецький рід.

## Історія
4 березня 1743 року у Франкфурті-на-Майні імператор Карл VII звів рід у дворянство.

## Відомі представники
- Август Фрідеманн Рюле фон Лілієнштерн (1744–1828) — юрист, публіцист і письменник.
- Август Франц Фрідріх Рюле фон Лілієнштерн (1760–1826) — урядовий радник.
- Людвіг Зебальд Рюле фон Лілієнштерн (1763–1788) — військовик і торговець в Нідерландах.
- Шарлотта Рюле фон Лілієнштерн, уроджена фон Вольцоген (1766–1794) — юнацьке кохання Фрідріха Шиллера.
- Отто Август Рюле фон Лілієнштерн (1780–1847) — прусський військовик і письменник, генерал-лейтенант.
- Альфред Генріх Рюде фон Лілієнштерн (1845–1910) — директор саксонського металургійного підприємства.
- Курт Рюле фон Лілієнштерн (1881–1946) — генерал-майор вермахту.
- Гуго Рюле фон Лілієнштерн (1882–1946) — лікар і палеонтолог.
- Ганс Рюле фон Лілієнштерн (1884–1966) — генерал-лейтенант вермахту. Молодший брат Курта Рюле фон Лілієнштерна.
- Ганс Йоахім Рюле фон Лілієнштерн (1915–2000) — економіст і офіцер, гауптштурмфюрер резерву СС. Кавалер Лицарського хреста Залізного хреста.
- Гельга Рюле фон Лілієнштерн (1912–2013) — художниця -графік та історик.
- Геноель фон Лілієнштерн (1979) — композитор.

## Маєтки

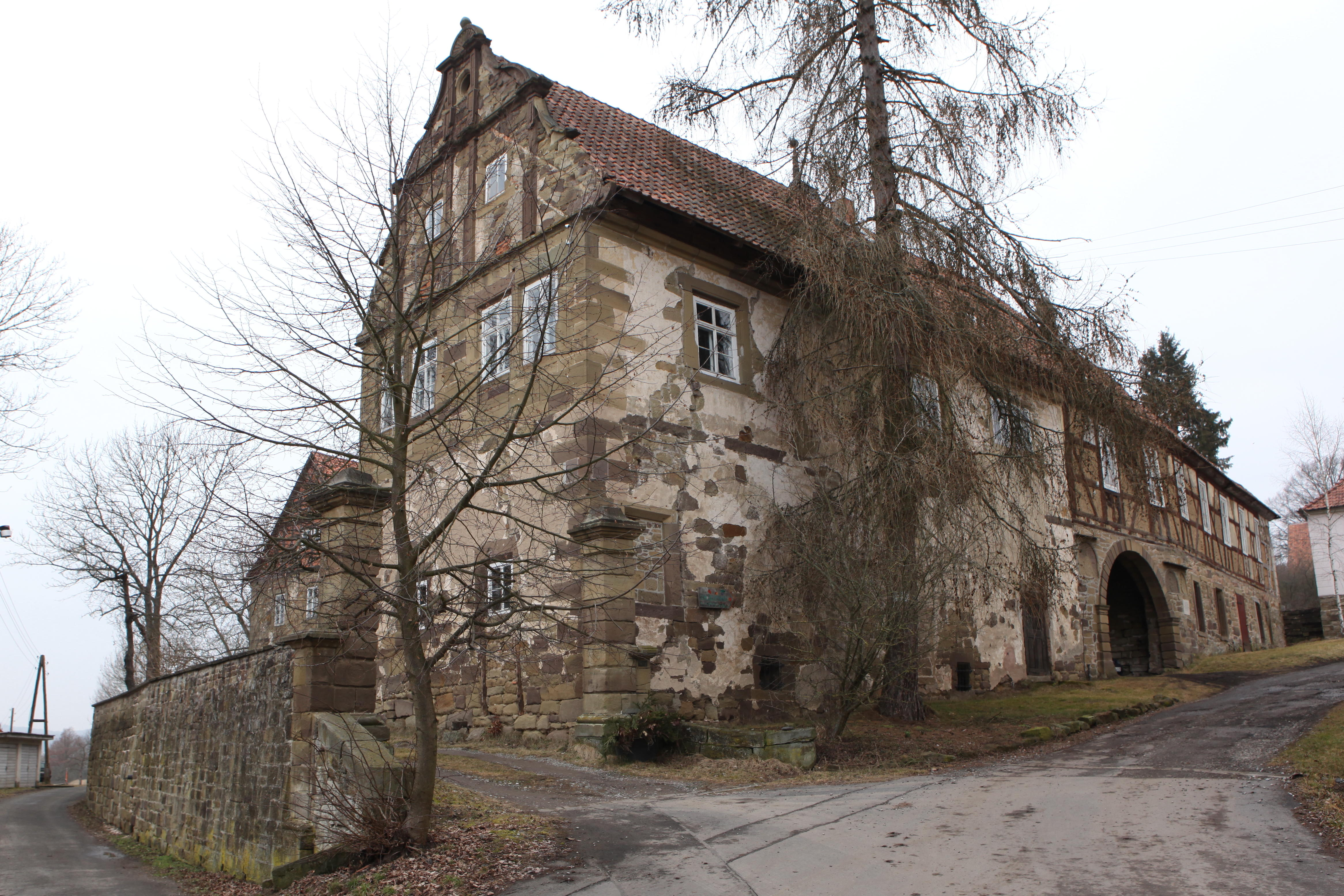
Замок Бедгайм.

- Маєток Кенігсберг в Кенігсбергу-ін-дер-Ноймарк (кінець XVI — середина XVIII століття)
- Замок Айзенгаммер в Гессені
- Замок Рудельдорф в Бад-Родаху
- Маєток Кенігсберг в Гайлігенграбе
- Маєток Фріденталь (1778 — 1900)
- Замок Бедгайм в Ремгільді (1778 — н.ч.)